# Lübecker Knabenkantorei an St. Marien
Die Lübecker Knabenkantorei an St. Marien (LKK) ist ein deutscher Knabenchor aus Lübeck.

## Geschichte
Der Chor entstand 1947 aus der Chorarbeit des Musikpädagogen Georg Goebel (1909–1987) an der Oberschule zum Dom. Im Laufe des Jahres 1948 wurde er für Schüler anderer Schulen geöffnet, und mit dem Weihnachtssingen am 21. Dezember 1948 in der Reformierten Kirche trat er erstmals unter dem Namen Lübecker Kantorei auf.
Seit 1951 ging die Kantorei regelmäßig im Herbst auf Konzertreisen. Im Frühjahr 1952 wurde vor mehr als 1000 Zuhörern in der Jakobikirche die Johannespassion von Johann Sebastian Bach aufgeführt – ein Ereignis, das sich bald zur Tradition entwickeln sollte.
1954 erfolgte die Namensänderung in Lübecker Knaben-Kantorei, um den Charakter als Knabenchor herauszustellen. Seit 1956 singen die Knabenstimmen nach dem Vorbild der Stuttgarter Hymnus-Chorknaben in einer Art Talar mit weißem Kragen, der sich an die Tracht der Kurrende-Sänger anlehnt.

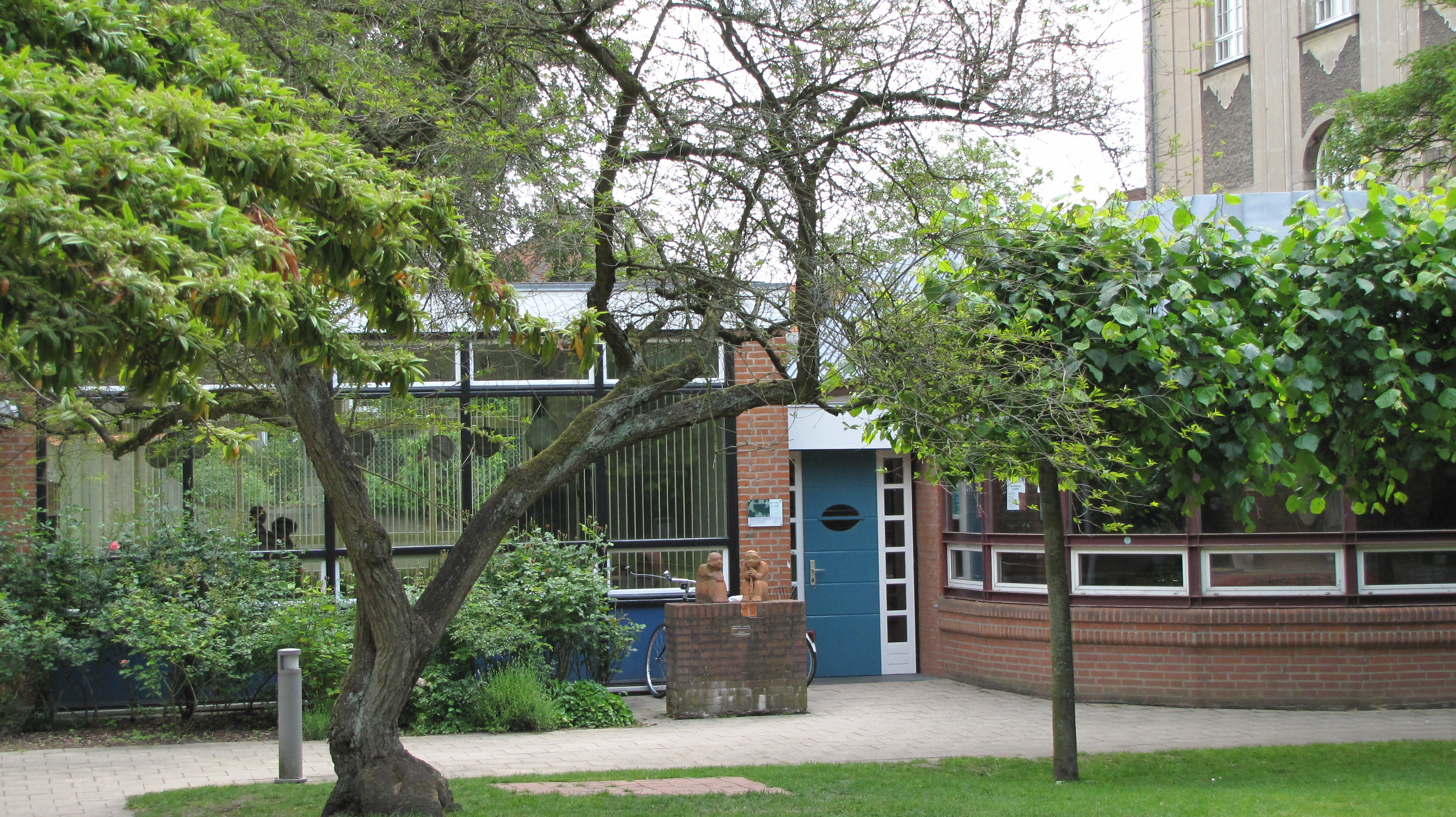
Probenheim (2011)

Nach dem Weggang Georg Goebels aus Lübeck 1961 übernahm der Musiklehrer am Johanneum und ehemalige Kantorist Hans-Jürgen Wille (1930–2004) die Leitung der Kantorei. 1966 wurde mit dem Stuttgarter Kammerorchester unter Karl Münchinger das Weihnachtsoratorium auf Schallplatte aufgenommen. Im selben Jahr entstand im Garten des Gesellschaftshauses der Gemeinnützigen in der Königstraße ein eigenes Probenheim, das durch die Bürgergärten erreichbar ist.
Aus Gesprächen zwischen Hans-Jürgen Wille und dem Marienpastor Hans-Joachim Thilo heraus wurde der Chor 1970 zur Lübecker Knabenkantorei an St. Marien, und Wille wurde zum Kantor der Marienkirche bestellt. Die Kantorei sang hier jetzt in bis zu 30 Gottesdiensten im Jahr. Höhepunkte waren dabei die fast jährliche Johannespassion am Karfreitag sowie das Weihnachtssingen in der Adventszeit.
Eine wichtige Auslandsreise führte im Jahr 1972 nach Großbritannien, wo der Chor im Rahmen der Lübeck Week in der Kathedrale von Coventry sang. 1984 erhielt die Kantorei den Hanse-Kulturpreis der Hansestadt Lübeck. 1998, zum 50. Jubiläum, gab es eine Auslands-Konzertreise an die Ostküste der USA mit Konzerten in Boston, New York City und einem gemeinsam Treffen mit dem bedeutenden American Boychoir in der Universitätsstadt Princeton (New Jersey).
1998 erklärte Hans-Jürgen Wille, dass er die Chorleitung in jüngere Hände legen wolle. Eine Findungskommission entschied sich für Michael D. Müller, der 1999 die Leitung übernahm. 2006 ging die Trägerschaft der Kantorei auf die Gesellschaft zur Beförderung gemeinnütziger Tätigkeit über.
Seit 2009 wird auch ein Mädchenchor namens Canta! parallel zu den Jungen aufgebaut, dieser wird – wie auch die Nachwuchschöre – von Heidi M. Becker geleitet.
Jan-Hendrik Jensch leitete den Chor als Vertretung von Michael Müller Mitte bis Ende 2012.
Im Juni 2016 wurde bekanntgegeben, dass die Chorleitungsstelle zum 1. Januar 2017 neu besetzt werden soll. Am 27. September 2016 berief die Vorsteherschaft der Gesellschaft zur Beförderung gemeinnütziger Tätigkeit auf Vorschlag der Auswahlkommission Karl Hänsel (* 1993 in Dresden), dem Dresdner Kreuzchor entstammend und Assistent bei der Singakademie Dresden, zum neuen Chorleiter und Kantor an St. Marien.
Nach sechsjähriger Leitung unter Karl Hänsel wurde im Dezember 2022 Martin Meyer, Leiter des Kapellchores des Staats- und Domchores Berlin, als neuer Chorleiter der Knabenkantorei ab März 2023 bekanntgegeben. Am 15. November 2023 wurde bekanntgegeben, dass Martin Meyer die Leitung mit sofortiger Wirkung abgibt. Interimsweise übernahm Karl Hänsel erneut die Leitung, die er bereits von 2017 bis 2022 innehatte. Seit August 2024 steht die Knabenkantorei unter Leitung von Merle Hillmer, die zuvor als Interimsleiterin und Sängerin beim Vocalconsort Leipzig sowie als Stimmbildnerin an der Oper Leipzig tätig war.

## Aufbau
Die Kantorei ist kein Internatschor. Die Kantoristen wohnen bei ihren Eltern und besuchen verschiedene Schulen. Die Proben wie auch die individuelle Stimmbildung finden im 1966 gebauten und 1983 und 2016 erweiterten Probenheim statt. Der Chor ist in vier Gruppen unterteilt: die Spatzen (5-jährige Knaben fangen spielerisch mit dem Gesangsunterricht an) den Nachwuchschor, den Vorchor und den Konzertchor aus Knaben- und Männerstimmen. Die Männerstimmen sind in der Regel ehemalige Knabenstimmen, die auf eine langjährige Chorerfahrung zurückblicken können. Der Männerchor singt traditionell in der Feier der Osternacht in St. Marien. Die Sänger setzen einen wesentlichen Teil ihrer Freizeit ein: Neben den Proben kommen Gottesdienste, Konzerte, Konzertreisen, Radio- und TV-Aufnahmen sowie CD-Einspielungen dazu.

## Repertoire
Die A-cappella-Literatur reicht von der Renaissance bis zur Moderne. Walter Kraft widmete der Kantorei sein Te Deum. Schwerpunkte bilden die Aufführungen von Oratorien und Kantaten von Bach und Dieterich Buxtehude sowie gottesdienstliche Musik. Michael D. Müller weitete das Repertoire besonders im Bereich der Männerchor-Literatur aus und öffnete es zur englischen Kathedral-Chormusik.
Im weiteren wirken Knabenstimmen an Opernaufführungen des Theater Lübeck mit.

## Konzerte
Am Karfreitag jedes Jahres führt der Chor die Johannespassion in der Marienkirche auf. Zudem gehören die zwei „Nachtklänge“, gesungen vom Männerchor, im Sommer und Herbst zum alljährlichen Programm. Weitere Höhepunkte sind die in den Herbstferien stattfindende Konzertreise und die 4 Weihnachtssingen, die 2014 mehr als 5000 Besucher zu verzeichnen hatten.

## Auszeichnungen
2010 erhielt der Chor den 2. Preis in der Kategorie „Knabenchöre, gemischte Stimmen“ des Deutschen Chorwettbewerbs.

## Diskografie

### LPs
- 1966 - Johann Sebastian Bach: Weihnachtsoratorium, DECCA
- 1984 - Weihnachtssingen in St. Marien

### CDs
- 2003 - Für ein Fest der Sinne (Weihnachtssingen)
- 2005 - Johann Sebastian Bach: Johannespassion
- 2008 - Zwischen Himmel und Erde (aktuelles Repertoire in 27 Titeln)
- 2012 - Weihnachtssingen - An Evening of Christmas Carols

## Chorleiter
- Georg Goebel 1948–1961
- Hans-Jürgen Wille 1961–1999
- Michael D. Müller 1999–2016
  - Jan-Hendrik Jensch 2012 (vertretungsweise)
- Karl Hänsel 2017–2022
- Martin Meyer März–November 2023
  - Karl Hänsel November 2023–August 2024 (kommissarisch)
- Merle Hillmer seit August 2024

## Bekannte Ehemalige
- Konrad Dittrich
- Sören Fenner
- Christian Floto
- Christian Friege
- Henneke Gülzow
- Sebastian Laverny
- Henner Leyhe
- Christian Salvatore Malchow
- Jonas Nay
- Caspar Richter
- Michael Ristow
- Peter-Christoph Runge
- Jost Salm
- André Schünke